# Calvene
Calvene är en ort och kommun i provinsen Vicenza i regionen Veneto i Italien. Kommunen hade 1 314 invånare (2018).